# Bludník
Zámecký park Bludník je jediný park v Jimramově, původně zámecký park jimramovského zámku. Do povědomí širší veřejnosti se dostal především díky tomu, že se zde od roku 1990 každoročně koná hudební festival Otevřeno Jimramov. Kromě toho se zde pořádá řada dalších kulturních akcí.

## Popis
Park Bludník byl založen jako zámecký anglický park. Nachází se v centru městyse Jimramov nedaleko bývalých hospodářských budov zámku, na soutoku Svratky s Fryšávkou poblíž Borovnického mostu.
Vybudován byl okolo roku 1800 a do současnosti obsahuje stromy z původního arboreta. Největší ze smrků, pocházející snad z roku 1848, padl po zásahu bleskem v roce 2006. V roce 2014 prošel park revitalizací.